# NLRP3
NLRP3, или криопирин (англ. cryopyrin) — цитозольный белок, Nod-подобный рецептор семейства NALP, основной компонент одноимённого типа инфламмасом (NLRP3 инфламмасом), вовлечён в активацию каспаз 1 и 5, что приводит к внутриклеточному процессингу и образованию зрелой активной формы интерлейкинов 1 бета и 18. Известными лигандами этого рецептора являются бактериальная и вирусная РНК, кристаллы мочевой кислоты и др.